# Franse revolutionaire en napoleontische oorlogen
De Franse revolutionaire en napoleontische oorlogen, samen ook wel Coalitieoorlogen of Franse oorlogen genoemd, waren zeven grote en enkele kleinere oorlogen die de Europese mogendheden van 1792 tot 1815 voerden tegen het revolutionaire Frankrijk en na 1799 tegen Napoleon. De term wordt in ruime zin ook wel gebruikt voor de gehele periode van oorlog tegen Frankrijk, waarin tussen de eigenlijke Coalitieoorlogen door soms mogendheden afzonderlijk in oorlog met Frankrijk waren.

## Overzicht

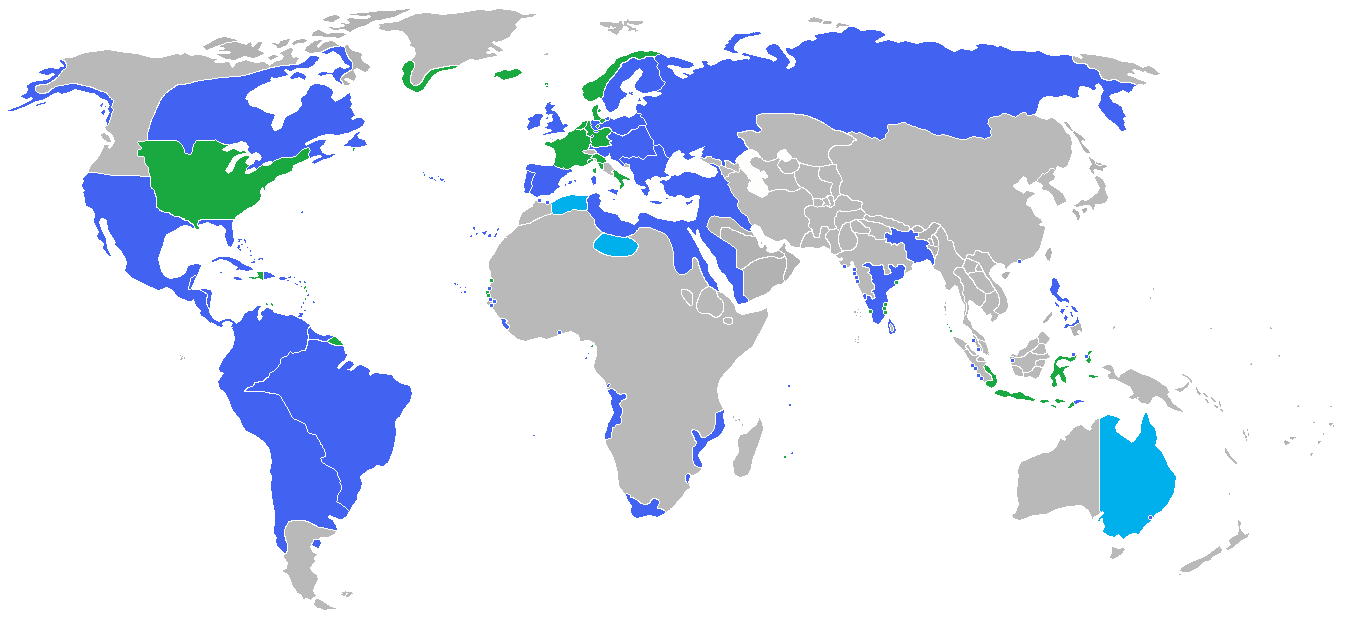
Partijen in de Coalitieoorlogen (ca. 1801).
De Coalitie, haar koloniën en bondgenoten
De Eerste Franse Republiek, haar protectoraten en koloniën, en de Verenigde Staten

De oorlogen omvatten zowel de Franse revolutionaire oorlogen (waaronder de Eerste Coalitieoorlog van 1792–1797 en de Tweede Coalitieoorlog van 1798–1802) als de napoleontische oorlogen (1803/5–1815). De periode overspande een deel van het constitutionele koninkrijk Frankrijk en het hele bestaan van de Eerste Franse Republiek en het Eerste Franse Keizerrijk.
De Coalitieoorlogen waren:
- Eerste Coalitieoorlog (april 1792 – oktober 1797)
- Tweede Coalitieoorlog (mei 1798 – maart 1802)
- Derde Coalitieoorlog (1803/5 – december 1805)
- Vierde Coalitieoorlog (oktober 1806 – juli 1807)
- Vijfde Coalitieoorlog (april – oktober 1809)
- Zesde Coalitieoorlog (maart 1813 – mei 1814)
- Zevende Coalitieoorlog, ook bekend als de Honderd Dagen (maart – juli 1815)

De meeste conflicten in de periode van de Franse revolutionaire en napoleontische oorlogen kunnen worden geschaard onder een van de zeven Coalitieoorlogen. Er zijn echter enkele oorlogen die buiten de Coalitieoorlogen vallen, maar wel door het revolutionaire Frankrijk of Napoleon gevoerd werden. Bijvoorbeeld, de Franse invasie van Zwitserland (1798, tussen de Eerste en Tweede Coalitie), de Stecklikrieg (1802, tussen de Tweede en Derde Coalitie) en de Veldtocht van Napoleon naar Rusland (1812, tussen de Vijfde en Zesde Coalitie) waren geen "Coalitieoorlogen", omdat Frankrijk tegen een enkele opponent vocht.

## Oorlogen

### Eerste Coalitie

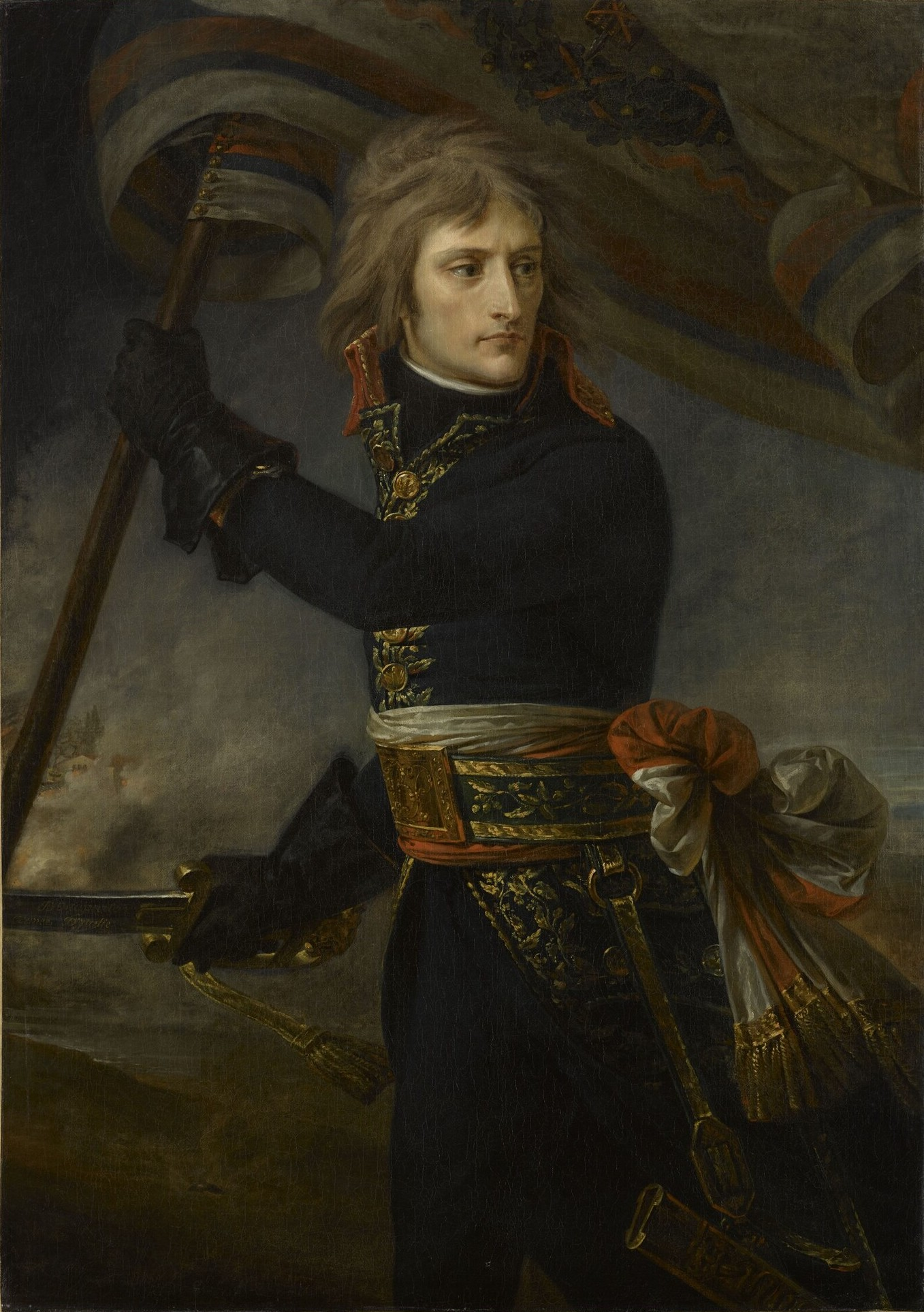
Bonaparte met de vlag op de brug van Arcole

De Eerste Coalitie (april 1792 – oktober 1797) bestond uit onder meer Oostenrijk, Pruisen, Groot-Brittannië, Spanje en Nederland en was de eerste poging om zich tegen het Franse republicanisme te weren of dat zelfs te vernietigen. De coalitie slaagde er niet in Frankrijk te verslaan dankzij de levée en masse, het massaal oproepen van soldaten via een algemene dienstplicht.
De Nederlanden waren een belangrijk strijdtoneel van de oorlog. De Republiek der Zeven Verenigde Nederlanden werd in 1795 bezet door Franse troepen. Stadhouder Willem V moest naar Engeland vluchten en de Bataafse Republiek, een Franse vazalstaat, werd uitgeroepen. De Oostenrijkse Nederlanden (het huidige België en Luxemburg) werden bij Frankrijk ingelijfd.
Napoleon Bonaparte vestigde zijn reputatie als militair leider bij het Beleg van Toulon in 1793 en versloeg de Oostenrijkers tijdens zijn Italiaanse Veldtocht van 1796-1797. De Oostenrijkers zagen zich gedwongen de Vrede van Campo Formio te sluiten.
Frankrijk kwam uit de oorlog als grote overwinnaar en de dominante grootmacht van Europa. Alleen Groot-Brittannië bleef in staat van oorlog met Frankrijk.

### Tweede Coalitie

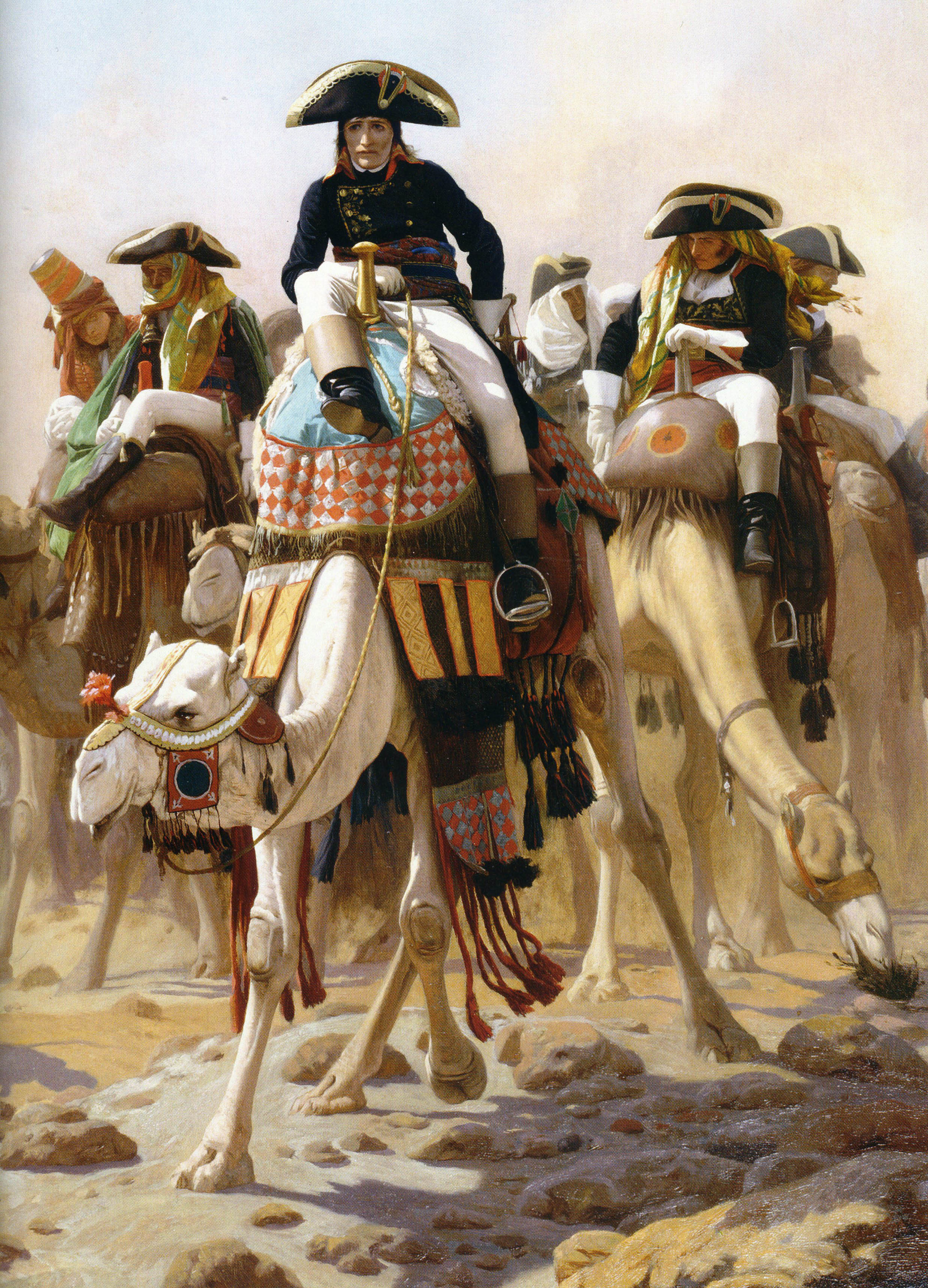
Bonaparte in Egypte

De Tweede Coalitie (1798/99 – 1801/02) bestond uit Rusland, Groot-Brittannië, Oostenrijk, het Ottomaanse Rijk, Portugal, Napels en de Pauselijke Staat. Zij had niet veel meer succes. Napoleon controleerde de Franse staat sinds 1799 en kon de invallen afslaan. Hij kon er echter niet toe komen Groot-Brittannië binnen te vallen. De Fransen besloten echter Egypte binnen te vallen met de expeditie van Napoleon naar Egypte in de zomer van 1798, en stuurden nog een expeditie uit naar Ierland. De Franse vloot op weg naar Egypte werd verslagen door Horatio Nelson in de Slag bij de Nijl op 1 augustus, en de Ierse crisis kon beperkt worden. Napoleon zat vast in Egypte, en de oude leden van de Eerste Coalitie profiteerden van Napoleons afwezigheid. Vroege overwinningen in Zwitserland en Italië beloofden meer succes, maar de Russen trokken zich terug en de Britten weigerden mee te doen. De Oostenrijkers stonden er alleen voor, en trokken zich ook tijdelijk terug uit het conflict in februari 1801.
De Vrede van Amiens (1802) was een verdrag tussen Groot-Brittannië en Frankrijk, en wordt gezien als het einde van de Tweede Coalitie. Het was echter niet mogelijk deze vrede te behouden. Geen van de beide partijen was tevreden, en beide overtraden bepaalde secties. De vijandigheden braken opnieuw uit op 18 mei 1803. Eind mei 1803 werd het Britse Hannover bezet door Franse troepen. Het conflict veranderde van aard: van een poging of wens de Franse monarchie te herstellen tot het indammen van het Franse imperialisme ten overstaan van de Britse belangen.
Bonaparte werd tot keizer gekroond op 2 december 1804.

### Derde Coalitie

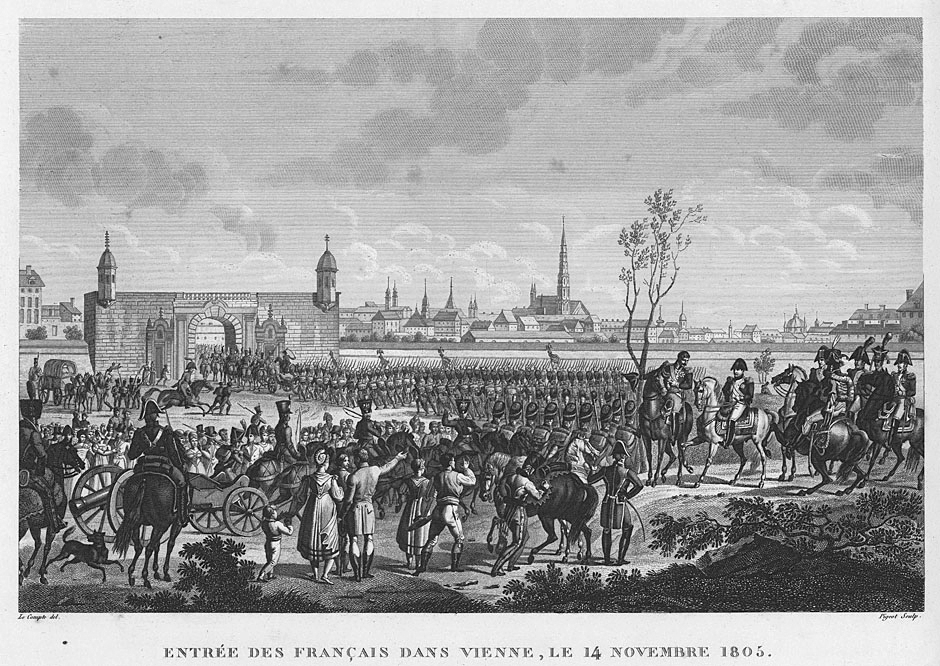
Napoleon trekt Wenen in op 13 november 1805

De Derde Coalitie (1803/5 – december 1805) bestond uit Oostenrijk, Groot-Brittannië, Rusland en Zweden. Groot-Brittannië verklaarde Frankrijk al op 18 mei 1803 de oorlog, maar pas in april 1805 sloot het samen met andere mogendheden de Derde Coalitie. Het begin van de zogeheten "Derde Coalitieoorlog" is dus niet eensluidend te periodiseren.
Napoleon plande al langer een invasie van Engeland en verzamelde 150.000 soldaten bij Boulogne. Het was echter onmogelijk de invasie te starten voor dat zijn vloot controle had over zee, of voor dat de Britse vloot uit het Kanaal kon werd weggelokt. Een complex plan dat draaide rond het bedreigen van Britse gebieden in de Caraïben om zo de aandacht weg te trekken van de kanaalkusten slaagde niet, en dus werd de Frans-Spaanse vloot, onder het bevel van Pierre de Villeneuve, gedwongen om in Cádiz te blijven. De vloot vertrok uiteindelijk naar Napels op 19 oktober, maar werd verslagen bij Trafalgar op 21 oktober door Horatio Nelson. Napoleon blies zijn invasieplannen af, en concentreerde zich op het vasteland. Het Franse leger verliet Boulogne, en trok naar Oostenrijk.
In april 1805 tekenden het Verenigd Koninkrijk en Rusland een verdrag om de Fransen uit de Bataafse Republiek en de Helvetische Republiek te verdrijven. Oostenrijk sloot zich aan bij de alliantie na de Franse annexatie van Genua en de uitroeping van Napoleon als koning van Italië. De Oostenrijkers begonnen de oorlog met het binnenvallen van Beieren met 70.000 man, en de Fransen vertrokken uit Boulogne aan het einde van juli 1805 om deze troepen tegemoet te trekken. Dit leidde uiteindelijk tot de overgave van het Oostenrijkse leger. Napoleon besloot Wenen binnen te trekken, nu het grootste deel van het Oostenrijkse leger ofwel verslagen was ofwel bezig was het Franse leger in Italië uit te schakelen.
Napoleon bevond zich op dat moment ver van zijn bevoorradingslijnen, toen hij geconfronteerd werd met een Oostenrijks-Russisch leger dat Wenen trachtte te heroveren. De keizers Frans II en Alexander I van Rusland waren aanwezig. Napoleon kon op 2 december het gehele leger uitschakelen, in wat bekendstaat als zijn grootste overwinning, de Slag bij Austerlitz. Na de slag verliet Oostenrijk de Coalitie. Frankrijk trok zich vervolgens terug uit Oostenrijk, maar dwong het land Venetië over te geven aan het koninkrijk Italië, en Tirol aan Beieren.
Nadat Oostenrijk zich uit de oorlog had teruggetrokken liep het conflict vast. Napoleons leger had een indrukwekkende reeks overwinningen op zijn naam staan, en was ongetwijfeld het sterkste leger van zijn tijd, maar de Britse marine was even onoverwinnelijk op zee.

### Vierde Coalitie

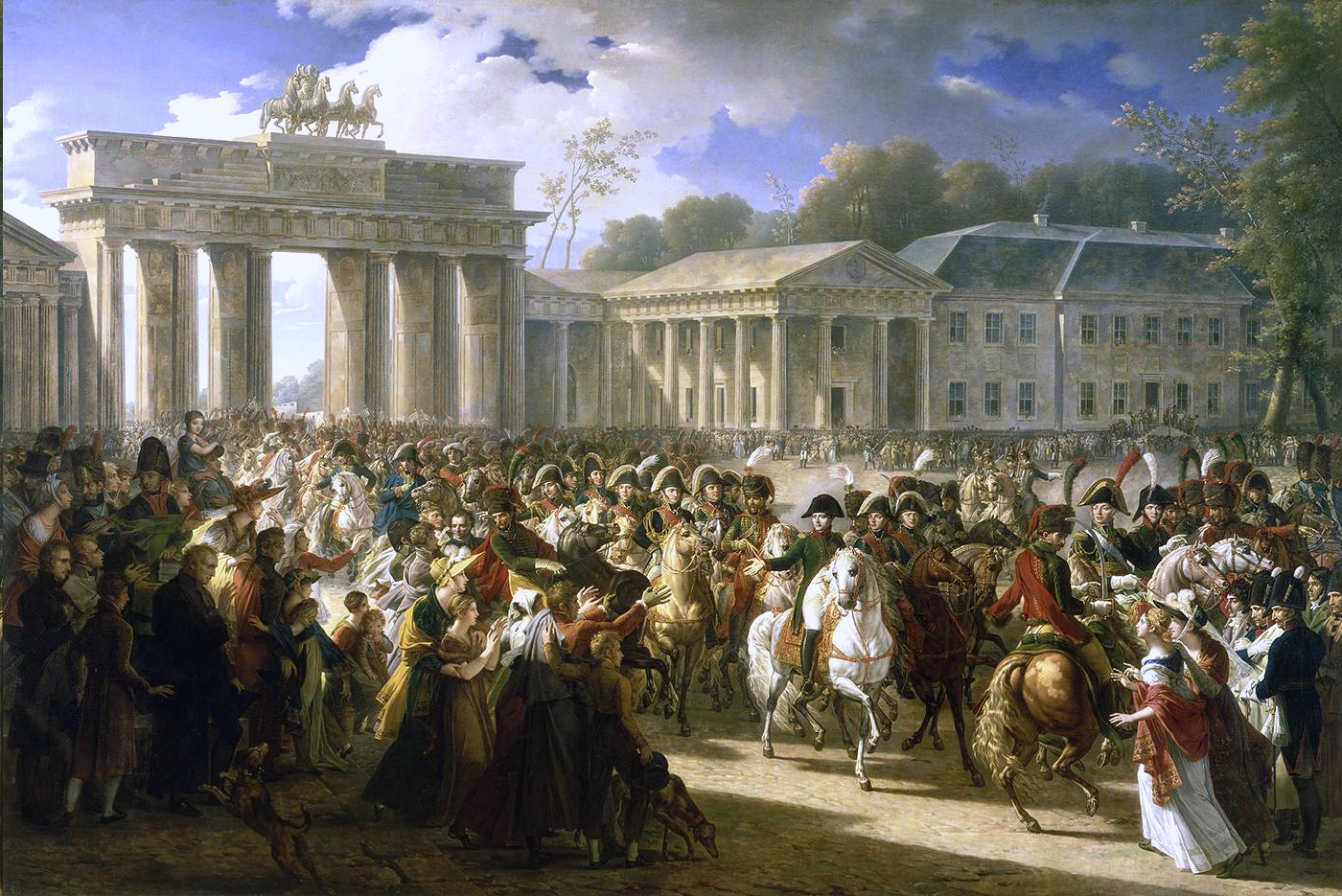
Napoleon in Berlijn (Meynier). Nadat de Pruisische troepen bij Jena waren verslagen, trok het Franse leger Berlijn binnen op 27 oktober 1806.

De Vierde Coalitie (oktober 1806 – juli 1807) bestond uit Pruisen, Saksen en Rusland.
In 1806 trad Pruisen toe tot de coalitie uit verweer tegen de groeiende Franse macht in Europa na de val van Oostenrijk. Pruisen en Rusland mobiliseerden zich in voorbereiding voor een nieuwe campagne tegen Frankrijk, en Pruisische troepen werden verzameld in Saksen.
Napoleon trok in de (tegen)aanval, en versloeg de Pruisen bij Jena en Auerstedt in oktober 1806. Franse troepen bezetten grote delen van Pruisen en trokken Berlijn binnen op 25 oktober 1806. De Fransen rukten op tot Oost-Pruisen en de Russische grens, waar ze een onbeslist gevecht tegen de Russen leverden in de Slag bij Eylau in februari 1807. Russische troepen trachtten opnieuw de Fransen te verdrijven, maar werden opnieuw verslagen bij Friedland (het huidige Pravdinsk) op 14 juni 1807. Drie dagen later vroegen de Russen een wapenstilstand aan. Frankrijk sloot een vrede met Rusland en dwong Pruisen de helft van zijn gebied op te geven ten voordele van Frankrijk. De resterende gebieden werden opnieuw onafhankelijk. Jérôme Bonaparte werd koning van Westfalen en het nieuwe hertogdom Warschau. Napoleon controleerde nu geheel West- en Centraal-Europa.
Napoleon en Alexander I van Rusland besloten hierna om Zweden te dwingen het Continentaal Stelsel te aanvaarden, wat leidde tot de Finse Oorlog en de verdeling van Zweden langs de Botnische Golf. Het oostelijke deel werd het Russische groothertogdom Finland.
Ondertussen vernietigden de Britten de Deense vloot in Kopenhagen om te verzekeren dat deze niet in Franse handen zou vallen.

### Vijfde Coalitie

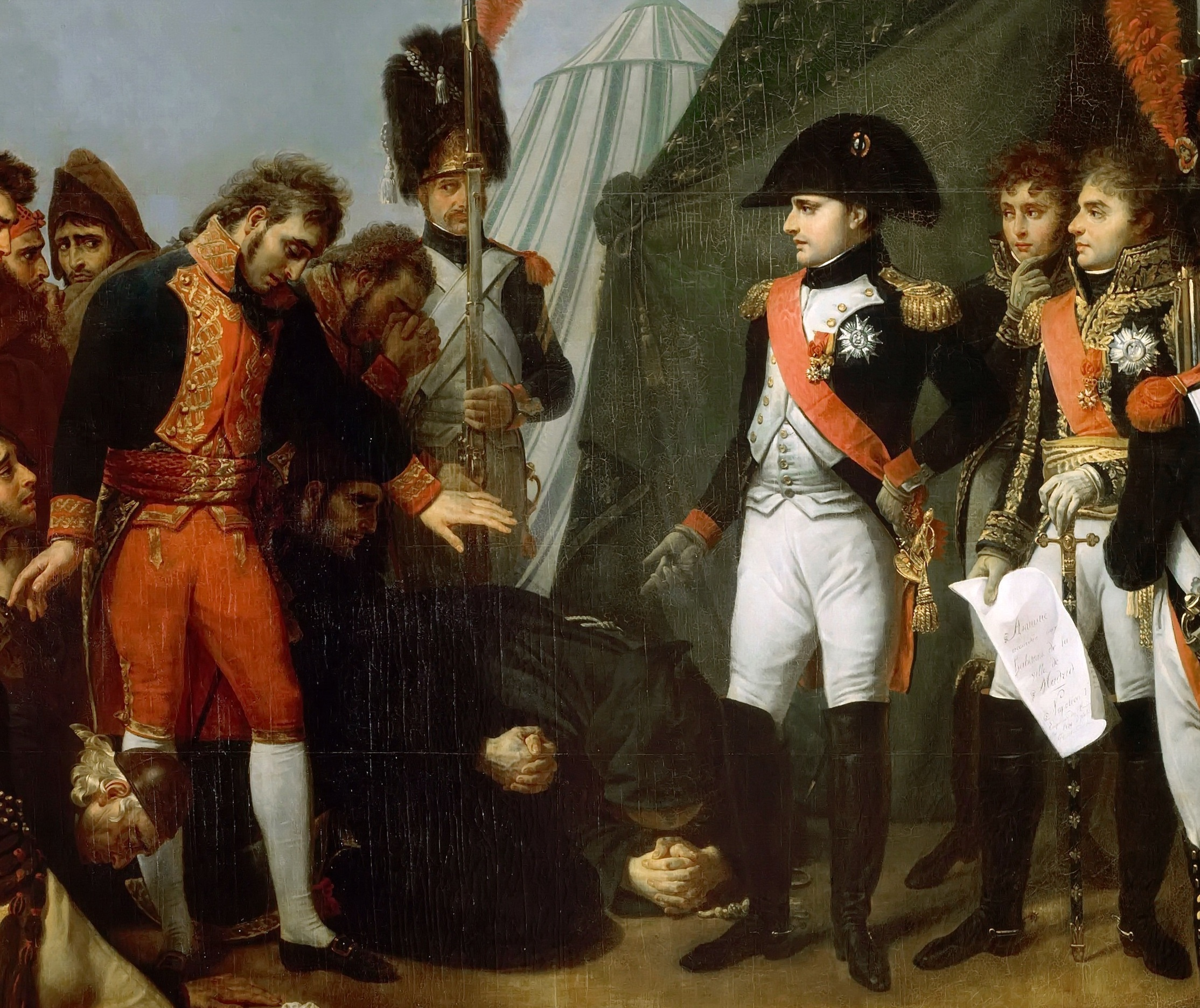
Overgave van Madrid (Gros), 1808. Napoleon betreedt de Spaanse hoofdstad gedurende de Spaanse Onafhankelijkheidsoorlog

De Vijfde Coalitie (april – oktober 1809) bestond uit Groot-Brittannië en Oostenrijk.
Groot-Brittannië was al lang met Frankrijk in conflict op zee, en was een alliantie aangegaan met Spaanse rebellen. Oostenrijk verzamelde een nieuw leger om de negatieve gevolgen van de vorige oorlogen ongedaan te maken. Oostenrijk kon enkele gevechten winnen, maar was effectief onderbemand zonder Pruisen of Rusland. Oostenrijk werd uiteindelijk verslagen in de Slag bij Wagram (5 juli-6 juli 1809). Het land werd gedwongen om vrede te sluiten met Napoleon en nog meer gebied op te geven (14 oktober 1809).
In 1810 bereikte het Franse keizerrijk zijn grootste omvang. Buiten het keizerrijk controleerde Napoleon ook de Zwitserse Confederatie, de Rijnbond en het groothertogdom Warschau. Bondgenoten van Frankrijk waren het koninkrijk Spanje (onder Jozef Bonaparte), het koninkrijk Westfalen (onder Jérôme Bonaparte), het koninkrijk Italië (met als onderkoning Eugène de Beauharnais, de zoon van Joséphine), het koninkrijk Napels (onder Joachim Murat, Napoleons zwager) en Lucca en Piombino (onder Elisa Bonaparte). In dit jaar trouwde Napoleon met Marie-Louise van Oostenrijk.

### Zesde Coalitie

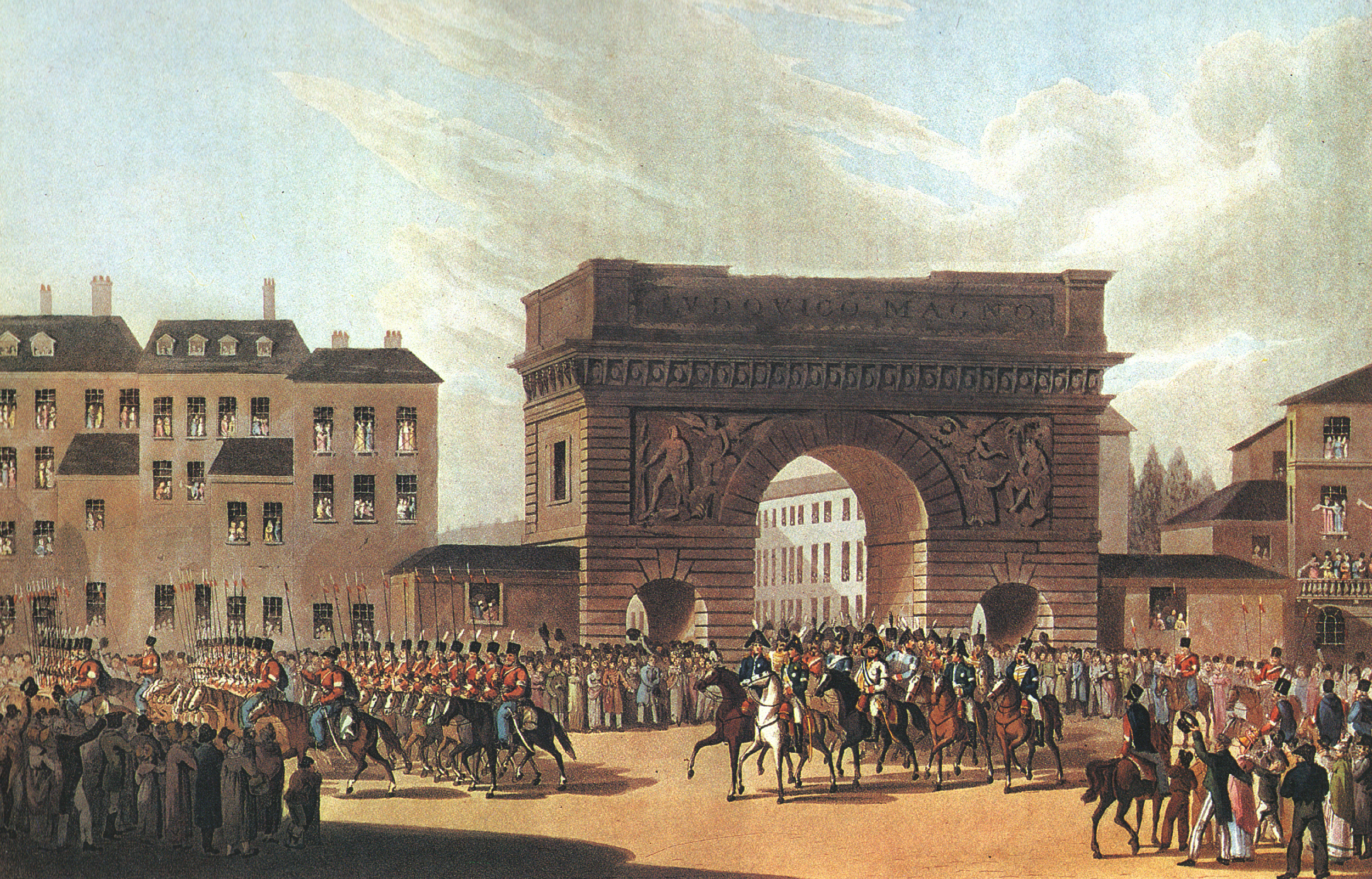
Het Russische leger treedt Parijs binnen in 1814

De Zesde Coalitie (maart 1813 – mei 1814) bestond uit Groot-Brittannië, Rusland, Pruisen, Zweden, Oostenrijk en enkele Duitse staatjes, nu met de Verenigde Staten als bondgenoot van Frankrijk (zie ook: Oorlog van 1812).
In 1812 trok Napoleon Rusland binnen om tsaar Alexander I van Rusland te dwingen in het Continentaal Stelsel te blijven. Het Grande Armée, zo'n 600.000 man (270.000 Fransen en vele troepen van bondgenoten of vazalstaten), stak de rivier de Memel over op 24 juni 1812 en startte zijn veldtocht naar Rusland. Rusland noemde de oorlog de "Vaderlandse Oorlog", terwijl Napoleon de oorlog de "Tweede Poolse Oorlog" noemde. De verwachtingen van de 30% Polen in zijn leger werden echter niet ingelost, toen Napoleon weigerde enige concessie te doen aan Polen met toekomstige onderhandelingen met Rusland in het achterhoofd. Rusland paste de strategie van de verschroeide aarde toe, en trok zich alsmaar verder terug. De Russen trachtten de Fransen te stoppen bij Borodino, zonder succes, op 7 september. Op 14 september werd Moskou bereikt en grotendeels platgebrand. Alexander weigerde echter zich over te geven. Napoleon kon zijn politieke doelen niet bereiken, en begon zijn desastreuze Grote Terugtocht, waarin 275.000 man omkwamen en er zo'n 200.000 gevangengenomen werden. Tegen november bereikten nog slechts 30.000 soldaten de rivier Berezina. Napoleon keerde terug naar Parijs in december.
Ondertussen kon bij Vitoria-Gasteiz op 21 juni 1813 de Franse macht in Spanje gebroken worden door Arthur Wellesleys overwinning op Jozef Bonaparte. De Fransen werden gedwongen zich terug te trekken uit het Iberische schiereiland.
Oostenrijk en Pruisen zagen een kans in deze historische overwinning op Napoleon, en stapten terug in de oorlog. Frankrijk had kleine successen bij Lützen (2 mei 1813) en Bautzen (20 mei-21 mei) tegen Pruisisch-Russische legers. De slag bij Leipzig in Saksen (16 oktober-19 oktober), ook bekend als de Volkerenslag, uitgevochten tussen 195.000 Fransen en 350.000 geallieerden, dwong de Fransen zich terug te trekken in Frankrijk. Napoleon leverde nog wat verzet in Frankrijk zelf, maar op 30 maart 1814 trokken de geallieerden Parijs binnen. Napoleon trad af op 6 april. Hierna werd het Congres van Wenen georganiseerd.
Napoleon werd verbannen naar Elba, en het huis Bourbon werd opnieuw op de troon gezet toen Lodewijk XVIII koning werd.

### Zevende Coalitie

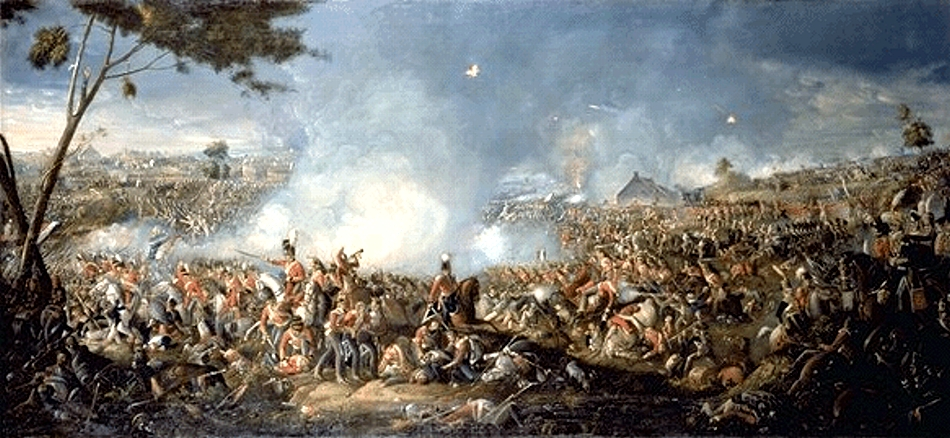
Slag bij Waterloo

De Zevende Coalitie (maart – juli 1815) bestond uit het Verenigd Koninkrijk, Pruisen, Zweden, Oostenrijk, Nederland en enkele kleine Duitse staatjes tegen Frankrijk.
De periode, die nu bekendstaat als de Honderd Dagen, begon toen Napoleon Elba verliet en Frankrijk betrad op 1 maart 1815. Hij trok naar Parijs, en verzamelde onderweg troepen rond zich die oorspronkelijk gestuurd waren om hem te doden of te arresteren. Toen hij Parijs bereikte zette hij Lodewijk XVIII af, die naar Gent gevlucht was. De geallieerden mobiliseerden hun legers om Napoleon te stoppen, die al 280.000 man had verzameld. In juni werden zijn troepen verslagen bij Waterloo.
Toen Napoleon drie dagen later gedemoraliseerd aankwam in Parijs eisten vele politici zijn aftreden, wat hij deed op 22 juni 1815. Napoleon werd verbannen naar het Zuid-Atlantische eiland Sint-Helena, waar hij in Britse gevangenschap overleed.

## Gevolgen van de oorlogen

### Politieke gevolgen
De napoleontische oorlogen zorgden voor twee grote veranderingen in Europa:
- Frankrijk was niet langer de dominerende macht in Europa, een positie die het land tijdens de regeerperiode van Lodewijk XIV had verkregen.
- Een nieuwe gedachtegang was ontstaan: het nationalisme. Nationalisme zou uiteindelijk de koers van Europese geschiedenis wijzigen, in de vorm van het ontstaan van sommige naties en de ondergang van andere. De kaart van Europa zou de volgende honderd jaar hertekend worden op basis van cultuur, oorsprong en ideologie in plaats van volgens de regerende dynastie.

### Militaire gevolgen
De napoleontische oorlogen hadden enorme militaire gevolgen.
Voor deze oorlogen hadden Europese landen relatief kleine legers met voornamelijk huurlingen. Militaire innovatoren in het midden van de 18e eeuw begonnen echter het potentieel van een staat in oorlog in te zien met dienstplichtigen. Frankrijk had aan het eind van de 18e eeuw de op drie na grootste bevolking ter wereld (30 miljoen vergeleken met 12 miljoen Britten en 35-40 miljoen Russen), en kon dus goed gebruikmaken van de levée en masse. Napoleon was ook de eerste die oorlog op economisch vlak op zo'n enorme schaal toepaste.
Napoleon was bijzonder innovatief in het gebruiken van mobiliteit om numeriek overwicht van de vijand teniet te doen, wat hij op treffende wijze demonstreerde tijdens de Slag bij Austerlitz. Hij verdeelde zijn leger in korpsen om ze bij de slag pas samen te voegen. Dit vergrootte de mobiliteit en de korpsen konden zichzelf onderhouden.
Het Franse leger reorganiseerde de rol van de artillerie in oorlogvoering, en vormde als eerste onafhankelijke en mobiele artillerie-eenheden in tegenstelling tot de vroegere traditie om artillerie te gebruiken als ruggensteun voor de troepen. Napoleon stelde een algemene afmeting in voor kanonskogels om bevoorrading en compatibiliteit te verzekeren.

## Uniformen

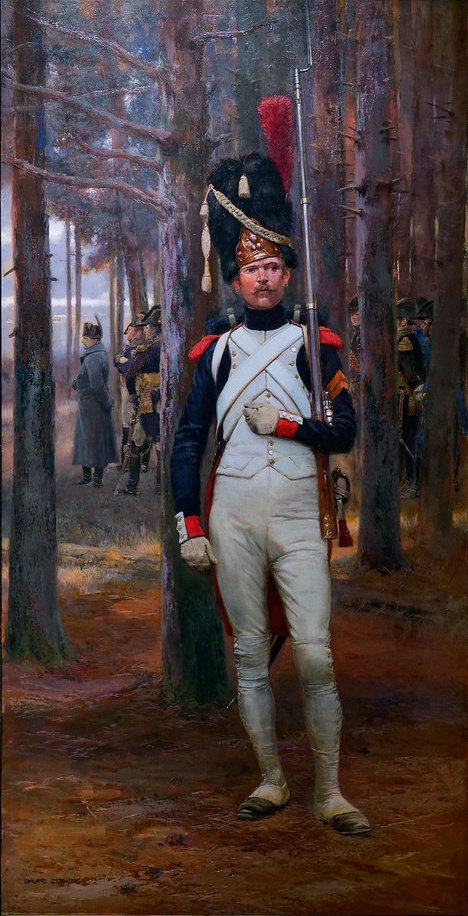
Een grenadier van de Keizerlijke Garde

De legers die strijd leverden tijdens de napoleontische oorlogen gingen gekleed in opvallende en kleurrijke uniformen. Van schutkleuren werd nog geen gebruik gemaakt en voor het gebruik van opvallende uniformen waren verschillende redenen aan te wijzen. 
Allereerst vormden de kleurrijke en opvallende uniformen het uithangbord voor iedere natie, soldaten waren er aan te herkennen. Elke natie had ook zo zijn eigen kleur uniform (de keuze voor de kleur had vaak te maken met de kosten voor het maken van de verfkleur en het bewerken van de stof. Zo was het voor de Engelsen relatief goedkoper om rode uniformen te vervaardigen en Pruisen koos om dezelfde redenen voor Pruisisch blauw en kleedde zijn soldaten dan ook in deze kleur). Tijdens de vaak chaotisch verlopende veldslagen en de rookontwikkeling veroorzaakt door het afvuren van pistolen, musketten en kanonnen waren opvallende uniformen voor soldaten onderling, maar ook de bevelhebbers op afstand tevens een handige manier om vriend en vijand te kunnen onderscheiden. Voor hoofddeksels zoals de veel gedragen berenmutsen en sjako´s gold niet alleen dat zij een statusverhogende en intimiderende uitwerking hadden, ze boden ook bescherming tegen bijvoorbeeld sabelhouwen van de vijandelijke cavalerie. Tot slot ging men met de invoering van militaire uniformen desertie tegen, iemand in uniform was duidelijk herkenbaar als soldaat.

## Veteranen
- De veteranen uit de Napoleontische oorlogen ontvingen in 1857 de Sint-Helenamedaille van Napoleon III.
- In 1899 stierf de laatste veteraan uit de Napoleontische oorlogen.